# Danh sách xã thuộc tỉnh Kon Tum
Tính đến ngày 1 tháng 9 năm 2019, tỉnh Kon Tum có 102 đơn vị hành chính cấp xã, trong đó có 85 xã.
Dưới đây là danh các xã thuộc tỉnh Kon Tum hiện nay.
| Xã          | Trực thuộc          | Diện tích (km²) | Dân số (người) | Mật độ dân số (người/km²) | Thành lập |
| ----------- | ------------------- | --------------- | -------------- | ------------------------- | --------- |
| Chư Hreng   | Thành phố Kon Tum   | 27,58           | 10000000000    |                           |           |
| Diên Bình   | Thành phố Thanh Hóa | 59,73           | 200000000000   |                           |           |
| Đăk Năng    | Thành phố Kon Tum   | 22,91           |                |                           |           |
| Đăk Ang     | Huyện Ngọc Hồi      |                 |                |                           |           |
| Đăk Blà     | Thành phố Kon Tum   | 41,16           |                |                           |           |
| Đăk Blô     | Huyện Đăk Glei      |                 |                |                           |           |
| Đăk Cấm     | Thành phố Kon Tum   | 43,52           |                |                           |           |
| Đăk Choong  | Huyện Đăk Glei      |                 |                |                           |           |
| Đăk Dục     | Huyện Ngọc Hồi      |                 |                |                           |           |
| Đăk Hà      | Huyện Tu Mơ Rông    |                 |                |                           |           |
| Đăk Hring   | Huyện Đăk Hà        |                 |                |                           |           |
| Đăk Kan     | Huyện Ngọc Hồi      |                 |                |                           |           |
| Đăk Kôi     | Huyện Kon Rẫy       |                 |                |                           |           |
| Đăk Kroong  | Huyện Đăk Glei      |                 |                |                           |           |
| Đăk La      | Huyện Đăk Hà        |                 |                |                           |           |
| Đăk Long    | Huyện Đăk Glei      |                 |                |                           |           |
| Đăk Long    | Huyện Đăk Hà        |                 |                |                           |           |
| Đăk Man     | Huyện Đăk Glei      |                 |                |                           |           |
| Đăk Mar     | Huyện Đăk Hà        |                 |                |                           |           |
| Đăk Môn     | Huyện Đăk Glei      |                 |                |                           |           |
| Đăk Na      | Huyện Tu Mơ Rông    |                 |                |                           |           |
| Đăk Nên     | Huyện Kon Plông     |                 |                |                           |           |
| Đăk Ngọk    | Huyện Đăk Hà        |                 |                |                           |           |
| Đăk Nhoong  | Huyện Đăk Glei      |                 |                |                           |           |
| Đăk Nông    | Huyện Ngọc Hồi      |                 |                |                           |           |
| Đăk Pék     | Huyện Đăk Glei      |                 |                |                           |           |
| Đăk Pne     | Huyện Kon Rẫy       |                 |                |                           |           |
| Đăk Pxi     | Huyện Đăk Hà        |                 |                |                           |           |
| Đăk Ring    | Huyện Kon Plông     |                 |                |                           |           |
| Đăk Rơ Nga  | Huyện Đăk Tô        |                 |                |                           |           |
| Đăk Rơ Ông  | Huyện Tu Mơ Rông    |                 |                |                           |           |
| Đăk Rơ Wa   | Thành phố Kon Tum   | 28,4            |                |                           |           |
| Đăk Ruồng   | Huyện Kon Rẫy       |                 |                |                           |           |
| Đăk Sao     | Huyện Tu Mơ Rông    |                 |                |                           |           |
| Đăk Tăng    | Huyện Kon Plông     |                 |                |                           |           |
| Đăk Tờ Kan  | Huyện Tu Mơ Rông    |                 |                |                           |           |
| Đăk Tơ Lung | Huyện Kon Rẫy       |                 |                |                           |           |
| Đăk Tờ Re   | Huyện Kon Rẫy       |                 |                |                           |           |
| Đăk Trăm    | Huyện Đăk Tô        |                 |                |                           |           |
| Đăk Ui      | Huyện Đăk Hà        |                 |                |                           |           |
| Đăk Xú      | Huyện Ngọc Hồi      |                 |                |                           |           |
| Đoàn Kết    | Thành phố Kon Tum   | 21,15           |                |                           |           |
| Hà Mòn      | Huyện Đăk Hà        |                 |                |                           |           |
| Hiếu        | Huyện Kon Plông     |                 |                |                           |           |
| Hòa Bình    | Thành phố Kon Tum   | 60,75           |                |                           |           |
| Hơ Moong    | Huyện Sa Thầy       |                 |                |                           |           |
| Ia Chim     | Thành phố Kon Tum   | 66,87           |                |                           |           |
| Ia Dom      | Huyện Ia H'Drai     |                 |                |                           |           |
| Ia Đal      | Huyện Ia H'Drai     |                 |                |                           |           |
| Ia Tơi      | Huyện Ia H'Drai     |                 |                |                           |           |
| Kon Đào     | Huyện Đăk Tô        |                 |                |                           |           |
| Kroong      | Thành phố Kon Tum   | 32,8            |                |                           |           |
| Măng Bút    | Huyện Kon Plông     |                 |                |                           |           |
| Măng Cành   | Huyện Kon Plông     |                 |                |                           |           |
| Măng Ri     | Huyện Tu Mơ Rông    |                 |                |                           |           |
| Mô Rai      | Huyện Sa Thầy       |                 |                |                           |           |
| Mường Hoong | Huyện Đăk Glei      |                 |                |                           |           |
| Ngọc Linh   | Huyện Đăk Glei      |                 |                |                           |           |
| Ngọc Tem    | Huyện Kon Plông     |                 |                |                           |           |
| Ngọc Tụ     | Huyện Đăk Tô        |                 |                |                           |           |
| Ngọk Bay    | Thành phố Kon Tum   | 18,81           |                |                           |           |
| Ngọk Lây    | Huyện Tu Mơ Rông    |                 |                |                           |           |
| Ngọk Réo    | Huyện Đăk Hà        |                 |                |                           |           |
| Ngọk Wang   | Huyện Đăk Hà        |                 |                |                           |           |
| Ngọk Yêu    | Huyện Tu Mơ Rông    |                 |                |                           |           |
| Pô Kô       | Huyện Đăk Tô        |                 |                |                           |           |
| Pờ Ê        | Huyện Kon Plông     |                 |                |                           |           |
| Pờ Y        | Huyện Ngọc Hồi      |                 |                |                           |           |
| Rờ Kơi      | Huyện Sa Thầy       |                 |                |                           |           |
| Sa Bình     | Huyện Sa Thầy       |                 |                |                           |           |
| Sa Loong    | Huyện Ngọc Hồi      |                 |                |                           |           |
| Sa Nghĩa    | Huyện Sa Thầy       |                 |                |                           |           |
| Sa Nhơn     | Huyện Sa Thầy       |                 |                |                           |           |
| Sa Sơn      | Huyện Sa Thầy       |                 |                |                           |           |
| Tân Cảnh    | Huyện Đăk Tô        |                 |                |                           |           |
| Tân Lập     | Huyện Kon Rẫy       |                 |                |                           |           |
| Tê Xăng     | Huyện Tu Mơ Rông    |                 |                |                           |           |
| Tu Mơ Rông  | Huyện Tu Mơ Rông    |                 |                |                           |           |
| Văn Lem     | Huyện Đăk Tô        |                 |                |                           |           |
| Văn Xuôi    | Huyện Tu Mơ Rông    |                 |                |                           |           |
| Vinh Quang  | Thành phố Kon Tum   | 10,42           |                |                           |           |
| Xốp         | Huyện Đăk Glei      |                 |                |                           |           |
| Ya Ly       | Huyện Sa Thầy       |                 |                |                           |           |
| Ya Tăng     | Huyện Sa Thầy       |                 |                |                           |           |
| Ya Xiêr     | Huyện Sa Thầy       |                 |                |                           |           |